# Bad Marienberg (Westerwald)
Bad Marienberg (Westerwald) est une municipalité de Rhénanie-Palatinat, dans l'arrondissement de Westerwald, en Allemagne. Elle est également le chef-lieu du Verbandsgemeinde de Bad Marienberg.

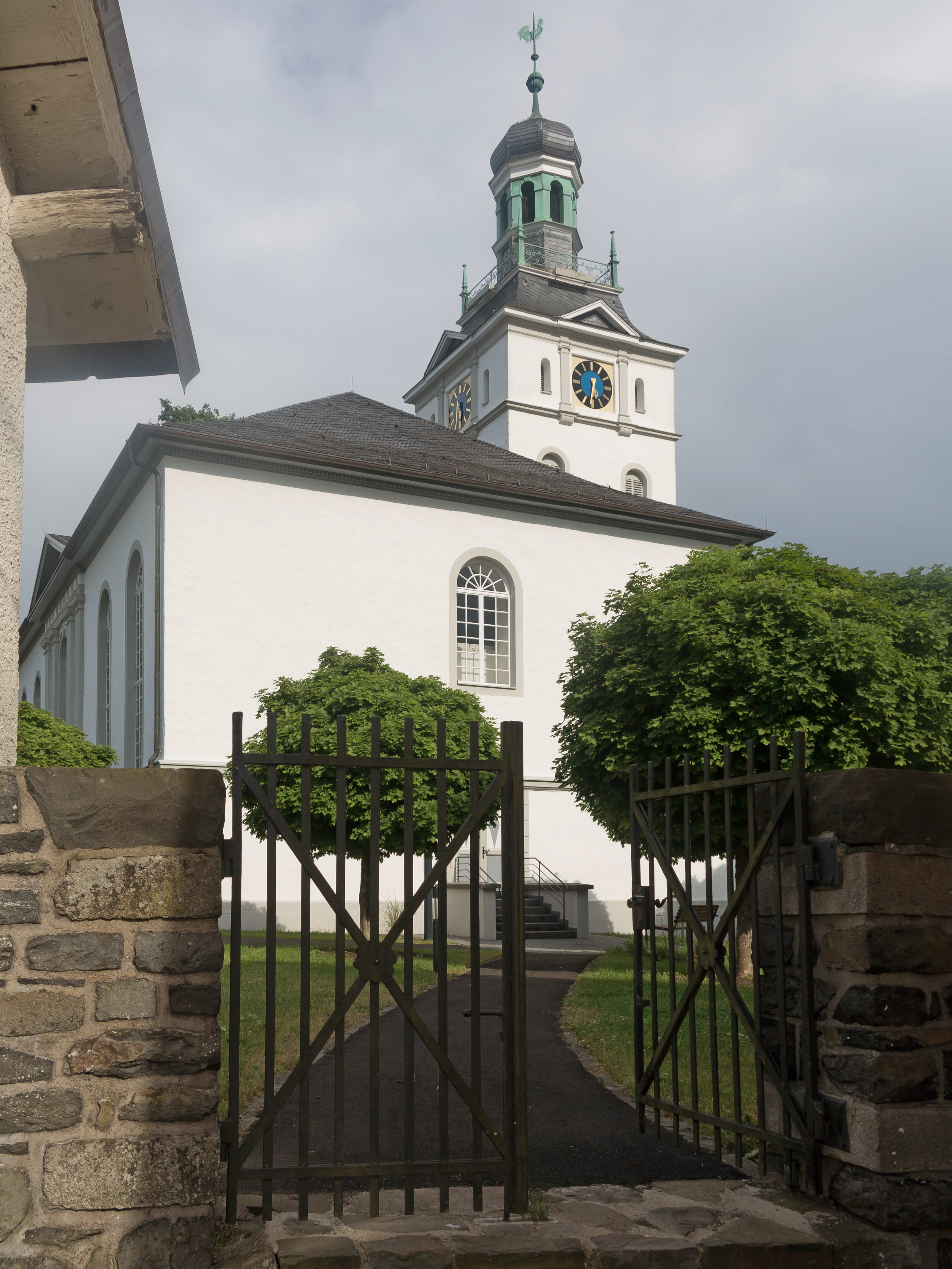
Bad Marienberg, l'église protestante